# ソク県
ソク県（ソクけん、蔵: སོག་རྫོང་、中: 索县）は中華人民共和国チベット自治区ナクチュ市の県の一つ。怒江上流の索曲河の流域にあたる。森林面積35.9万畝、草原面積52万畝。「ソク」はチベット語でモンゴルを意味する。日本語の地図では「ソッシェン」と漢語ピンイン転写による地名が使用されることが多い。県政府所在地は亜拉鎮。

## 歴史
元代にはこの一帯を「索格」、明代には「瑣庄」と呼んだ。明末清初にはモンゴルのホショート（和碩特）部のグシ・ハン（固始汗）の支配下となった。1732年にはチベット政府の管轄であったが（雍正のチベット分割）、1751年には駐蔵大臣の直接管轄へ帰した。1960年にソク県人民政府が成立。嘎切塘を県府とする。

## 行政区画
2鎮、8郷を管轄：
- 鎮：亜拉鎮、栄布鎮
- 郷：若達郷、加勒郷、赤多郷、西昌郷、江達郷、熱瓦郷、嘎美郷、嘎木郷

## 地理
索県はチベット北部の高原と東部の高山峡谷の結合部、南羌塘太湖盆に位置している。地形は平地が主で地勢は西高東低の傾いた地形となっている。平均海抜は3572 m。西部は僅かながらも比較的広大な高山草原で残りは高山峡谷である。最高海抜は6328 m、渓谷が多い。

## 気候
高原温帯半湿潤モンスーン気候。空気は稀薄、雨は比較的多く、一日の気温差は大きく、冬と春は風が強い。年平均日照時間は2477.2時間、年降水量572.9 mm、多い災害は大風、暴雨、自然火災、雹、洪水など。

## 資源
鉱産資源には鉛、石炭、硫黄、石材など。野生動植物資源は主に糠予、鹿、豹、ツキノワグマ、サル、バーラル、オウヨウ、カワウソそして多数の鳥類と昆虫、貝母、知母、黄蓮、冒蓮花、荻芬、党参など。

## 経済
牧畜と農業で成り立っている。農作物は主にハダカムギ、春小麦、エンドウ、油菜、元根、ジャガイモ、籮卜、蓮花白など。牧畜は主に林特牛、ウシ、コウギュウ、ウマ、メンヨウ、ヤギ等を飼う。工業は民族手工業が主で、主に毛布、下敷き及び民族衣装、民族手工芸品の陶器がある。材木加工所が1つあり、牛皮の鞍、桶、簡単な家具を生産する。1959年にできた黒昌公路は県西北部を通る。近年は県内の郷の間に簡易道路を建設。交通事情を改善し住民の生活改善を図った。

## 文化
伝統的にソク県の住民はポン教とニンマ派（紅教）が多かったが、清初にゲルク派が政権を握るに従い、ゲルク派が主要な教派となった。現在はゲルク派の増登寺が有名。他に大小190以上の寺が存在する。

## 交通

### 道路
- 国道
  - G317国道

## 参考資料
- A. Gruschke: The Cultural Monuments of Tibet’s Outer Provinces: Kham - Volume 1. The Xizang Part of Kham (TAR), White Lotus Press, Bangkok 2004. ISBN 974-480-049-6
- Tsering Shakya: The Dragon in the Land of Snows. A History of Modern Tibet Since 1947, London 1999, ISBN 0-14-019615-3